# قایق نجات کلاس وای
لایف‌بوت کلاس وای (به انگلیسی: Y-class lifeboat) یک کلاس از کشتی است که طول آن ۳ متر (۹٫۸ فوت) می‌باشد.